# 上網 (球類運動)
上網，是球类术语，以網作為分隔的球類運動（例如網球、羽球、排球）當中，運動員上前到網子前方的動作，稱為上網。

## 目的

### 網球
- 接對方球員的短球。
- 截擊以出其不意。
- 對著高飛球進行殺球。
- 雙打時，前方球員的站位跑動。

### 羽毛球
- 接對方球員的短球。
- 對著高飛球進行殺球。

### 排球
- 托接對方球員的短球。
- 攻擊手接己方球員之托球進行攻擊。
- 直接扣球。
- 雙手高舉阻擋對方的殺球。